# وینکیاتورو
وینچیاتورو (به ایتالیایی: Vinchiaturo) یک کومونه در ایتالیا است که در استان کامپوباسو واقع شده‌است.

## خصوصیات
وینچیاتورو ۳۵٫۵ کیلومترمربع مساحت و ۳٬۱۸۵ نفر جمعیت دارد و ۶۲۰ متر بالاتر از سطح دریا واقع شده‌است.